# Сецень-Румункі
Сецень-Румункі (пол. Siecień-Rumunki) — село в Польщі, у гміні Брудзень-Дужий Плоцького повіту Мазовецького воєводства.
Населення — 126 осіб (2011).
У 1975-1998 роках село належало до Плоцького воєводства.

## Демографія
Демографічна структура станом на 31 березня 2011 року:
|          | Загалом | Допрацездатний вік | Працездатний вік | Постпрацездатний вік |
| -------- | ------- | ------------------ | ---------------- | -------------------- |
| Чоловіки | 67      | 18                 | 45               | 4                    |
| Жінки    | 59      | 7                  | 36               | 16                   |
| Разом    | 126     | 25                 | 81               | 20                   |